# Jean-Pierre Maïone-Libaude
Jean-Pierre Maïone-Libaude né à Alger le 9 juillet 1942 et mort le 13 juin 1982 à  Argent-sur-Sauldre, est un ancien combattant de l'Algérie française, ex-membre des commando Delta de l'OAS, ancien garde du corps de Roger Degueldre, et truand des années 1970.

## Biographie
Il fut l'indicateur de Lucien Aimé-Blanc, ancien numéro 2 de l'Antigang et des Stups, ex-patron de l'OCRB. « Maion » fut assassiné le 13 juin 1982 à Argent-sur-Sauldre, dans le Cher, au lendemain de sa sortie de prison. L'arme du crime, un fusil de chasse chargé de cartouches « très particulières », a été achetée par un certain François Brunetti, qui possédait également des munitions identiques à celles de l'assassinat. Brunetti serait lié à une société d'exploitation de machines à sous basée à Nice.
Son meurtre aurait probablement été commandité par l'un des frères Zemour qui aurait voulu mettre un terme à leur rivalité[réf. nécessaire].

## Assassinats

### Pierre Goldman
Jean-Pierre Maïone-Libaude dit avoir participé à l'assassinat de Pierre Goldman pour le compte des GAL (Groupes antiterroristes de libération), qui éliminaient physiquement les membres d'ETA. Les GAL associaient des truands des réseaux marseillais de Tany Zampa ou du milieu bordelais, héritiers de Jo Attia, et d'anciens policiers.

### Henri Curiel
Henri Curiel a été assassiné le 4 mai 1978, rue Rollin, à Paris. Comme Pierre Goldman, il aurait été la victime d'un commando associant Jean-Pierre Maïone-Libaude, selon l'ancien commissaire Lucien Aimé-Blanc.

### Robert Boulin
D'après le témoignage de Léo Darmon (émission Le Libre journal du jeudi du 15 mai 2025, sur Radio Courtoisie, consacrée à l'Affaire Robert Boulin) qui a assisté à une conversation à l'Auberge du Roi René le 3 novembre 1979, Jean-Pierre Maïone-Libaude aurait participé avec Henri Geliot, tous deux membres du SAC, à l'élimination du ministre Robert Boulin, alors qu'ils étaient plutôt chargés par Pierre Debizet, secrétaire général SAC, de récupérer des dossiers compromettants sur le financement du RPR et détenus par le ministre.